# Penny Edwards
Millicent Maxine „Penny“ Edwards (* 24. August 1928 in Jackson Heights; † 26. August 1998 in Friendswood) war eine US-amerikanische Schauspielerin, die auf der Bühne, in Filmen und im Fernsehen auftrat.

## Frühe Jahre
Sie wurde als Millicent Maxine Edwards in Jackson Heights, Queens, New York City geboren. Nach ihrem Umzug nach Florida machte sie ihren Abschluss an der Miami Edison High School.

## Karriere
Als sie 12 Jahre alt war, tanzte Edwards in Let's Face It, und im Alter von 14 Jahren trat sie am Broadway als Tänzerin in Ziegfeld Follies of 1943 auf. Zu ihren weiteren Broadway-Engagements gehören Laffing Room Only (1944) und The Duchess Misbehaves (1946).
Ihr Filmdebüt gab Edwards in My Wild Irish Rose (1947). Außerdem spielte sie unter anderem in den Filmen Trail of Robin Hood, Spoilers of the Plains, Heart of the Rockies, In Old Amarillo, North of the Great Divide, Sunset in the West, Street Bandits, Two Guys from Texas und Missing Women.
Ende der 1940er Jahre tourte Edwards 14 Monate lang durch die Vereinigten Staaten und trat im Vaudeville auf.
Die öffentliche Resonanz auf Edwards’ Auftritt mit Roy Rogers in Sunset in the West (1950) führte dazu, dass sie einen langfristigen Vertrag mit Republic Pictures erhielt.
In den 1950er Jahren trat Edwards im Fernsehen in Western und Krimis auf. Sie spielte 1958 die Rolle der Nan Gable in der Episode Two-Gun Nan in der Fernsehserie Death Valley Days.
1954 kündigte Edwards ihren Rückzug von der Schauspielerei an, „um das Werk des Herrn zu tun, wie er es will“. Sie und ihr Ehemann Ralph Winters planten, der Kirche der Siebenten-Tags-Adventisten beizutreten. 1956 trat sie jedoch als Molly Crowley in der TV-Westernserie Cheyenne in der Episode mit dem Titel Johnny Bravo in Erscheinung, der als Spielfilm unter dem Titel The Travelers veröffentlicht wurde. Außerdem trat sie als Sally Jo Beale an der Seite von George Montgomery auf, der die Titelrolle in Wagon Train, Staffel 1 Episode 17 The Jesse Cowan Story spielte, der im Juli 1957 ausgestrahlt wurde. Bis 1961 trat sie als Gaststar in verschiedenen amerikanischen Fernsehserien auf.

## Privatleben und Tod
Edwards war von Ralph H. Winters und Jerry Friedman geschieden. Sie hatte einen Sohn und zwei Töchter, darunter die Schauspielerin Deborah Winters. Edwards starb am 26. August 1998 in Friendswood, Texas, im Alter von 70 Jahren an Lungenkrebs.

## Filmografie (Auswahl)
- 1947: That Hagen Girl
- 1948: Feudin', Fussin' and A-Fightin'
- 1948: Two Guys from Texas
- 1949: Tucson
- 1950: Trail of Robin Hood
- 1950: North of the Great Divide
- 1950: Sunset in the West
- 1951: Heart of the Rockies
- 1951: In Old Amarillo
- 1951: Million Dollar Pursuit
- 1951: Missing Women
- 1951: Spoilers of the Plains
- 1951: Street Bandits
- 1951: Utah Wagon Train
- 1951: Höllenreiter der Nacht (The Wild Blue Yonder)
- 1952: Captive of Billy the Kid
- 1952: Der rote Reiter (Pony Soldier)
- 1952: Woman in the Dark
- 1953: Powder River
- 1957: The Dalton Girls
- 1957: The Restless Gun (Fernsehserie, Staffel 1 Episode 12: „Thicker Than Water“)
- 1957: Ride a Violent Mile
- 1959: Alfred Hitchcock präsentiert (Alfred Hitchcock Presents) (Fernsehserie, 2 Folgen)